# Tun de asalt

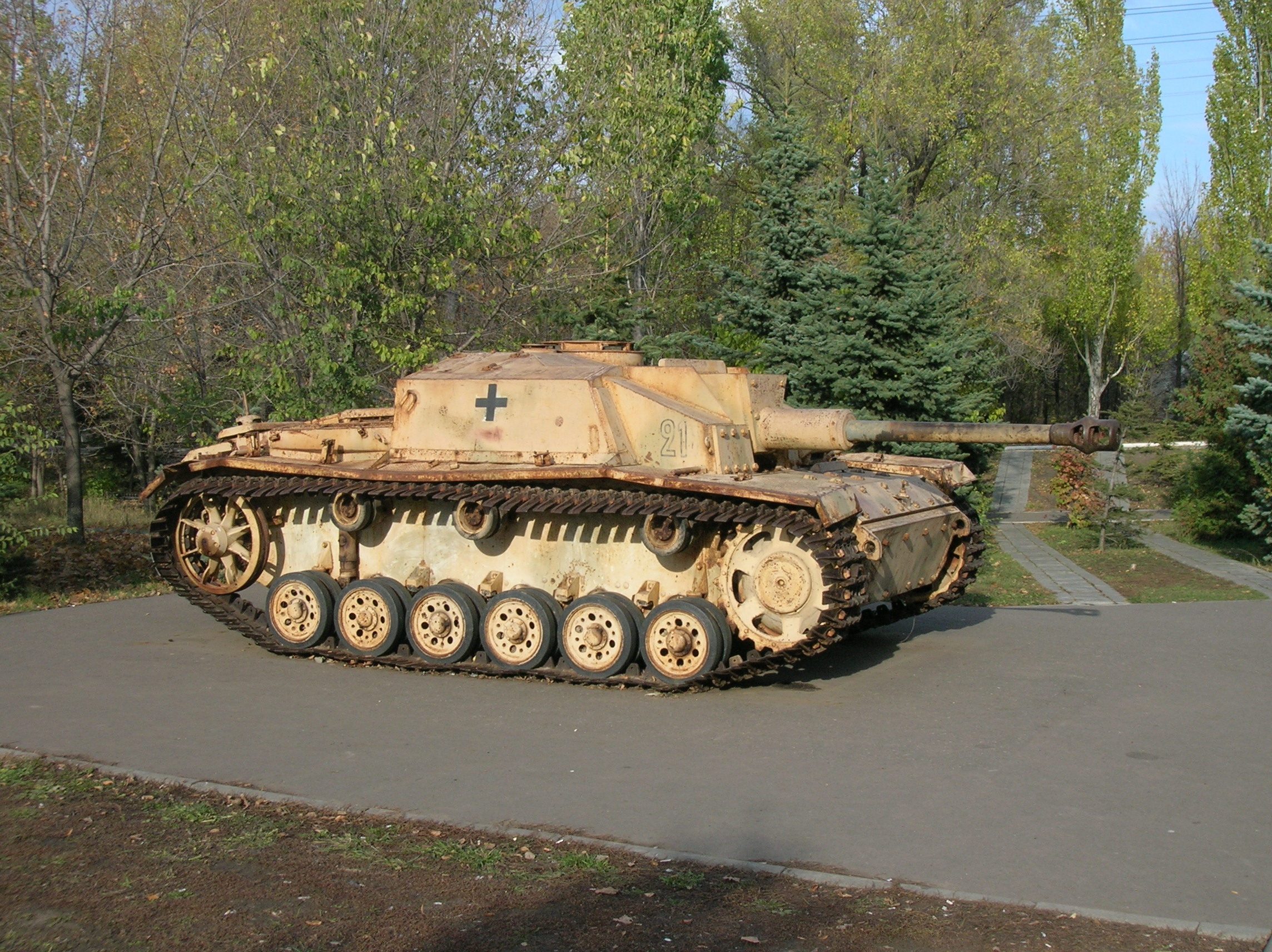
Tunul de asalt german Sturmgeschütz III folosea o suprastructură de tip cazemată

Un tun de asalt este un autotun utilizat pentru sprijinirea infateriei prin foc direct asupra trupelor și fortificațiilor inamice. Unitatea de foc a vehiculului constă într-un tun normal sau un obuzier.
Primele tunuri de asalt protejate complet de blindaj erau construite prin fixarea piesei de artilerie într-o suprastructură de tip cazemată montată pe un șasiu de tanc. Fiindcă lipsea turela, tunul avea un câmp de tragere orizontal limitat, dar vehiculul era mai simplu de construit, mai ieftin și mai puțin predispus la avarii mecanice. Spațiul interior mai mare și greutatea redusă a construcției vehiculului permitea montarea unui tun de calibru greu și a unui blindaj mai gros. În majoritatea cazurilor, silueta tunurilor de asalt era mai joasă decât cea a tancurilor.

## Istorie

### Al Doilea Război Mondial
Tunurile de asalt au fost folosite cu preponderență în timpul celui de-al Doilea Război Mondial de către forțele armate ale Germaniei naziste și ale Uniunii Sovietice. La începutul războiului, armata germană a început să construiască tunuri de asalt improvizate prin fixarea tunurilor pe șasiul camioanelor sau pe șasiul tancurilor depășite, prin îndepărtarea turelei. Mai târziu, atât germanii cât și sovieticii au proiectat tunuri de asalt blindate complet, construite special pentru sprijinul infanteriei.
Armata Roșie a folosit inițial tancul greu KV-2 pentru a distruge fortificațiile inamice, o variantă a tancului Kliment Voroșilov care avea un obuzier de 152 mm montat într-o turelă supradimensionată. Această soluție nu s-a dovedit a fi de succes, fiind înlocuită cu o serie de tunuri de asalt mai performante: SU-76, SU-76i, SU-122, SU-152, ISU-122 și ISU-152.
Principalul tun de asalt folosit de germani în timpul războiului a fost Sturmgeschütz III (abreviat StuG III). Înarmat cu un tun de calibru 75 mm, StuG III putea fi folosit atât ca tun de asalt, cât și ca vânător de tancuri. Armata germană a folosit și alte modele de tunuri de asalt fără turelă, precum StuG IV, StuH 42, Sturmpanzer IV sau Sturmtiger. Batalioanele de Sturmartillerie erau folosite adesea ca substitut al batalioanelor de tancuri din cadrul diviziilor Panzergrenadier. Batalioanele independente de tunuri de asalt StuG erau folosite adesea ca întăriri pentru diviziile de infanterie datorită versatilității lor. În cadrul armatei germane, tunurile de asalt aparțineau de artilerie, echipajele fiind instruite ca atare.
Marea Britanie și Statele Unite ale Americii au adoptat o soluție diferită. Pentru a sprijini infanteria, aceste țări foloseau tancuri dotate cu obuziere în loc de tunul normal, precum varianta M4(105) a tancului Sherman înarmată cu un obuzier de 105 mm sau variantele tancurilor Centaur și Churchill înarmate cu un obuzier de 95 mm. Spre sfârșitul războiului, fiindcă blindatele germane erau rare, armata americană a folosit vânătorii de tancuri în sprijinul infanteriei. 

### Perioada postbelică
După sfârșitul celui de-al Doilea Război Mondial, au existat puține vehicule proiectate special pentru sprijinirea infanteriei. Armata americană a folosit autotunurile M56 Scorpion, M50 Ontos și M551 Sheridan. Totuși, ele nu au fost proiectate ca tunuri de asalt: M56 Scorpion și M50 Ontos erau vânători de tancuri, iar M551 Sheridan era un vehicul de recunoaștere. Armata sovietică a folosit autotunurile ASU-57 și ASU-85, însă acestea erau vânători de tancuri ușori, meniți să sprijine trupele aeropurtate.

## Galerie foto

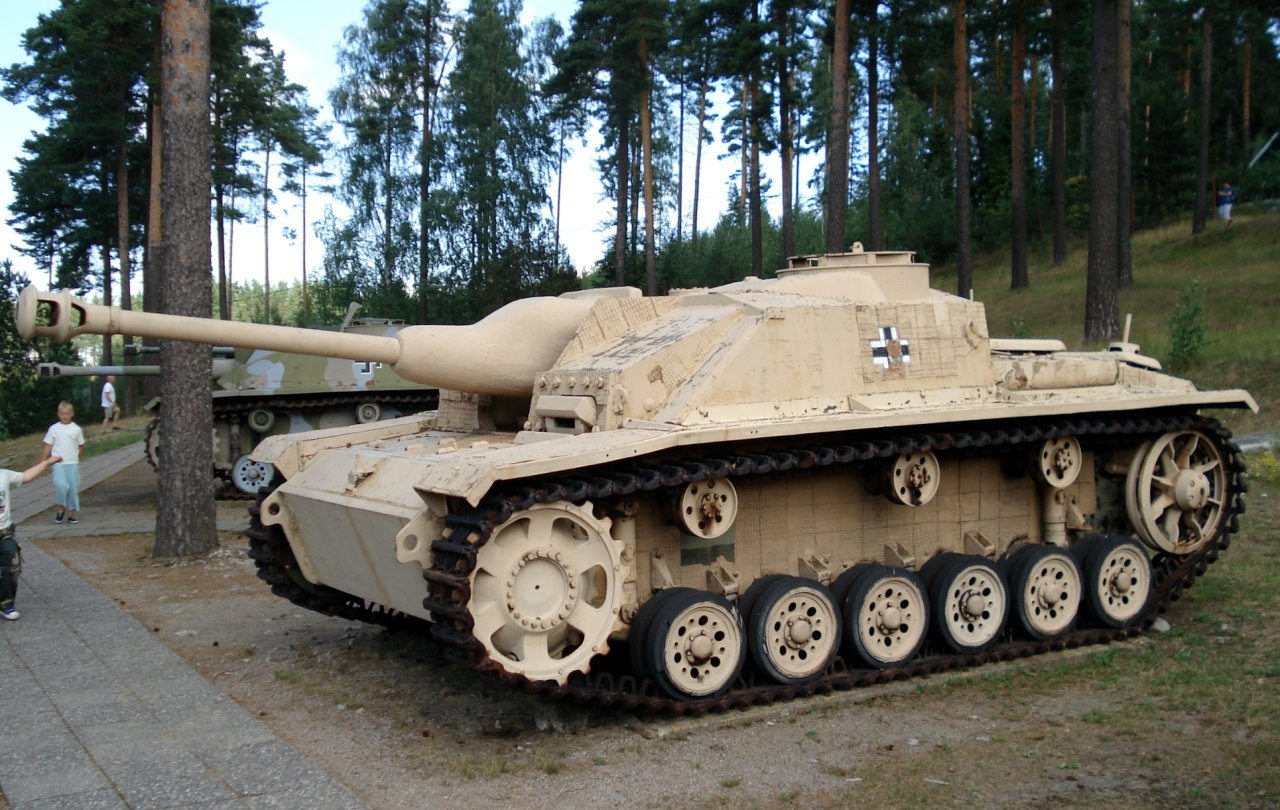
StuG III Ausf. G putea fi folosit atât ca tun de asalt, cât și ca vânător de tancuri
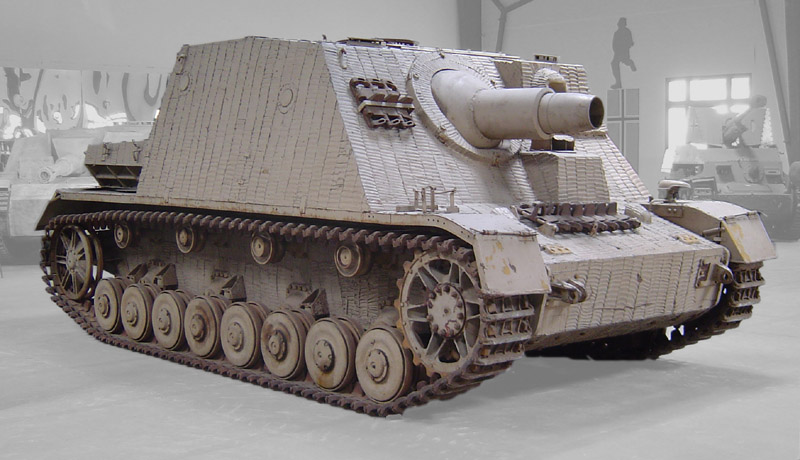
Tunul de asalt Sturmpanzer IV folosea șasiul tancului Panzer IV, însă avea un tun de 15 cm
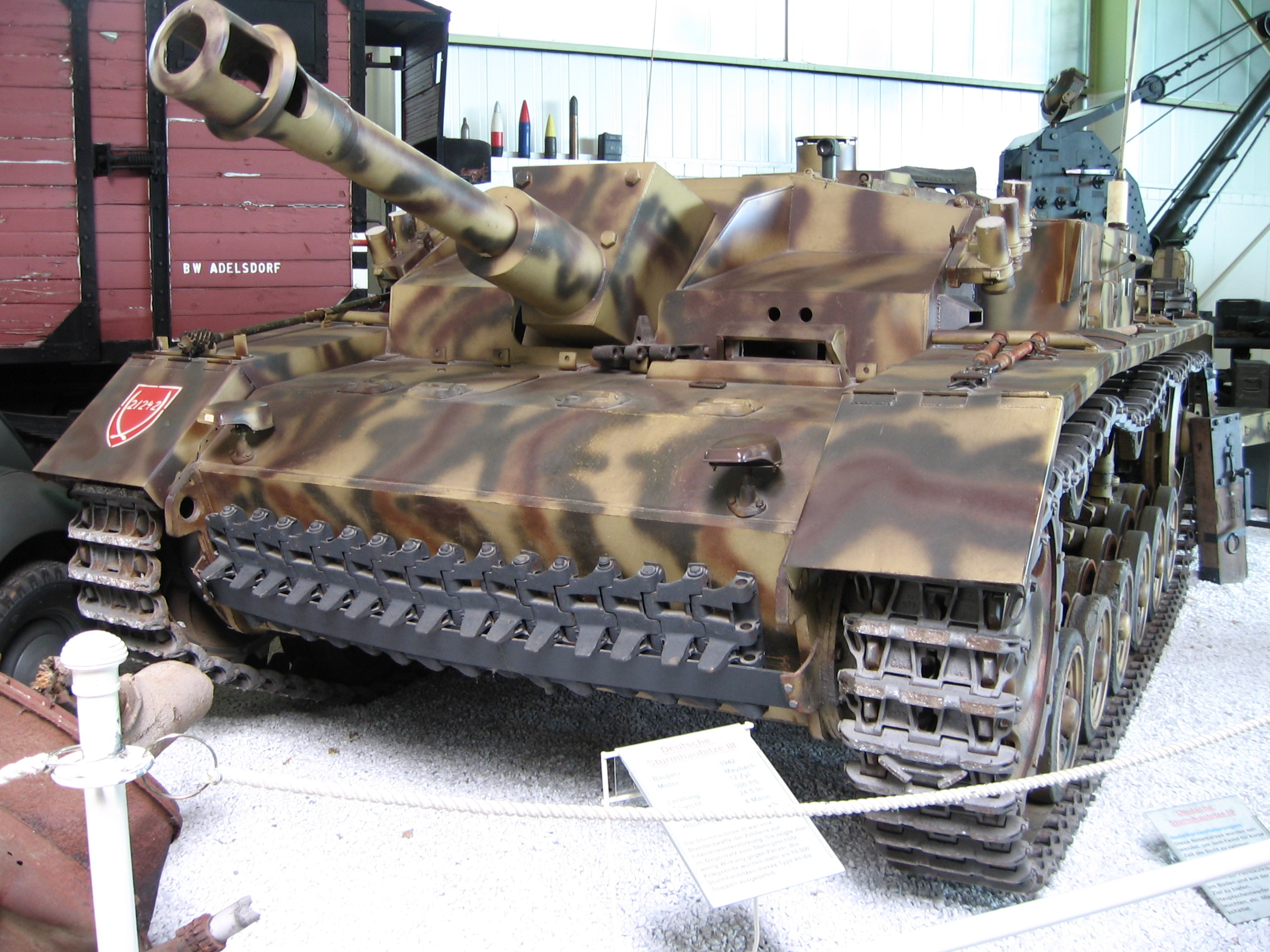
StuH 42 (Sturmhaubitze 42) era o variantă a tunului de asalt StuG III dotată cu un obuzier de 105 mm
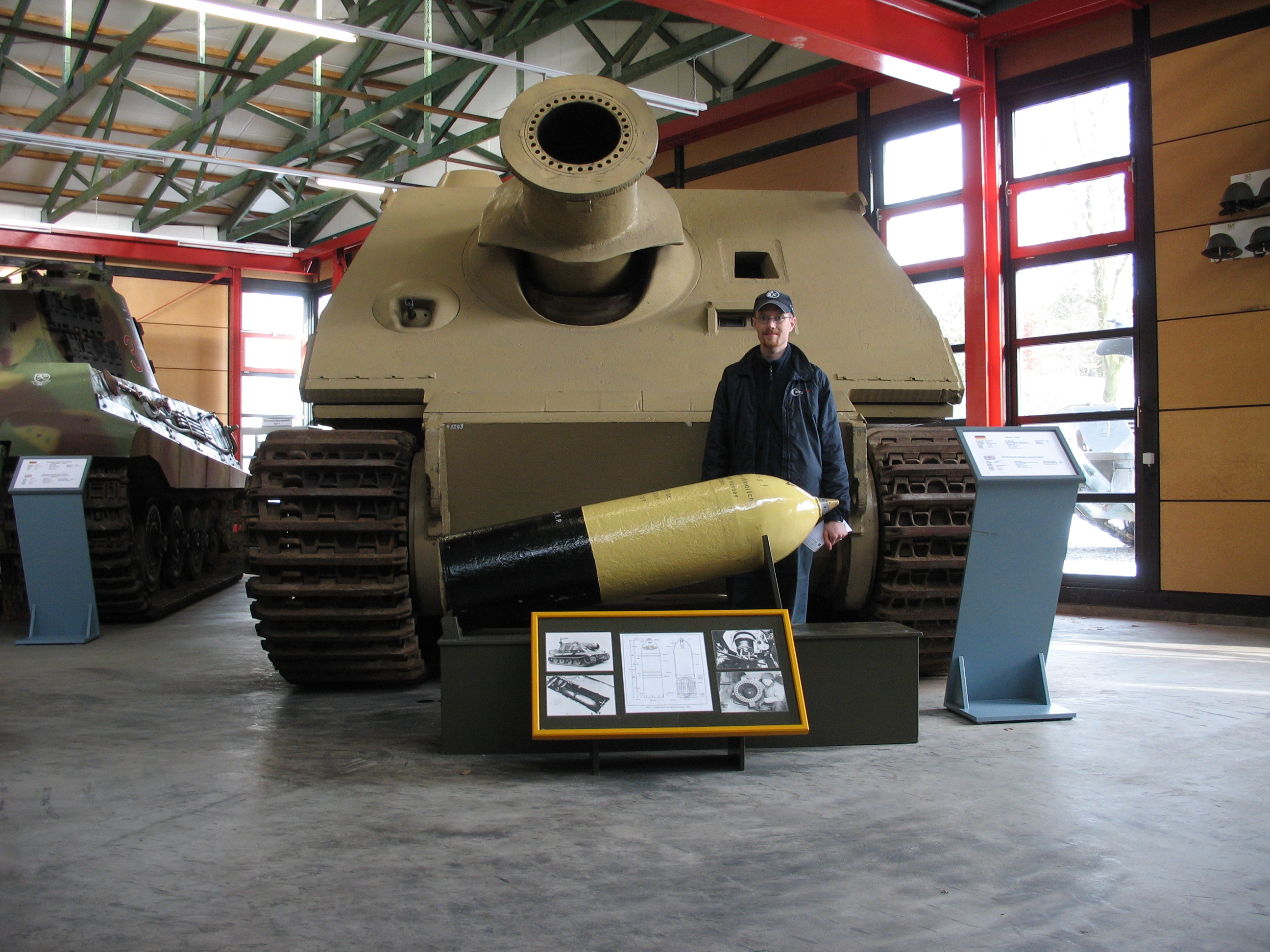
Sturmtiger a fost construit în doar 19 exemplare
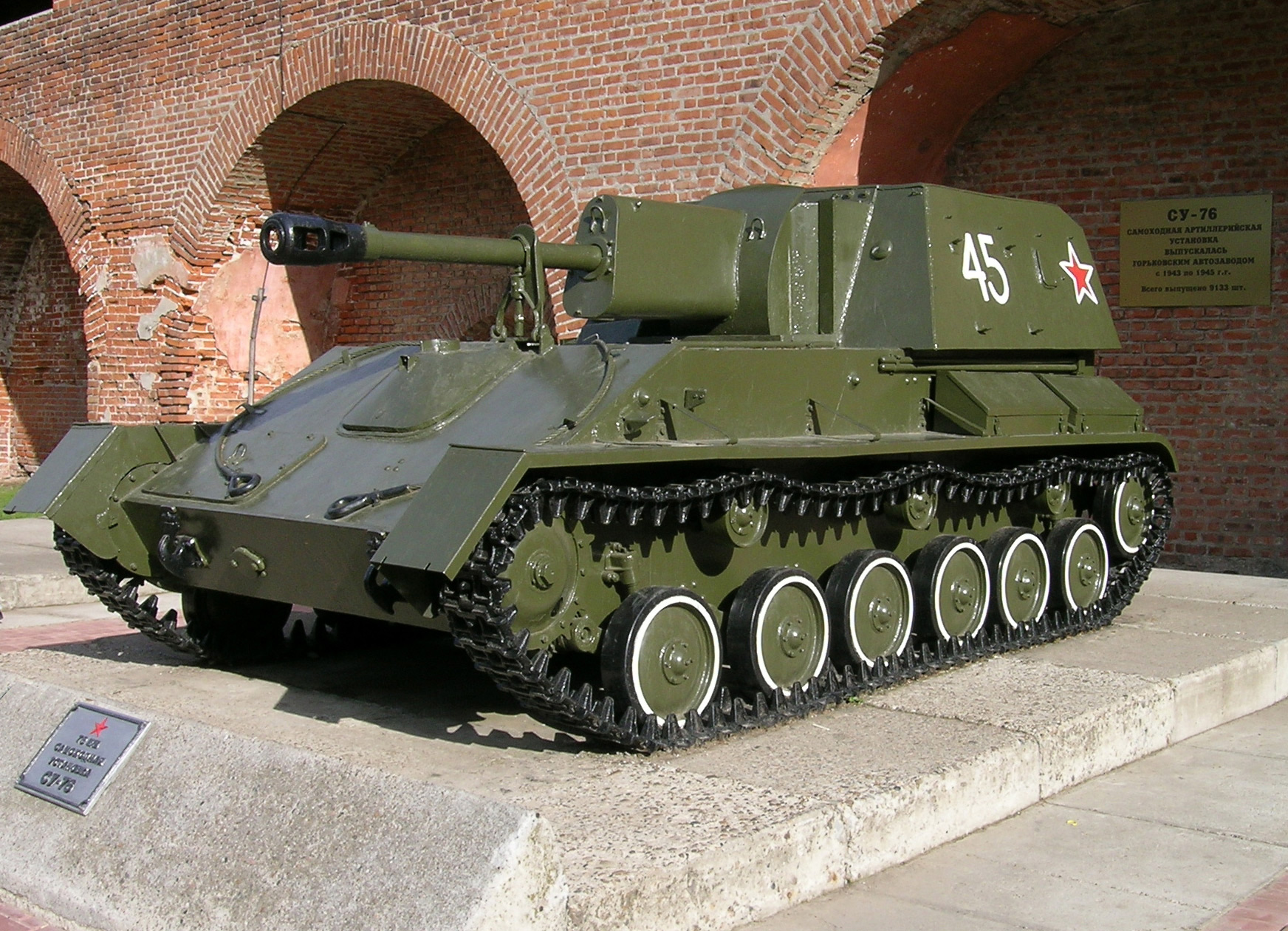
Tunul de asalt sovietic SU-76 era folosit uneori și ca artilerie autopropulsată
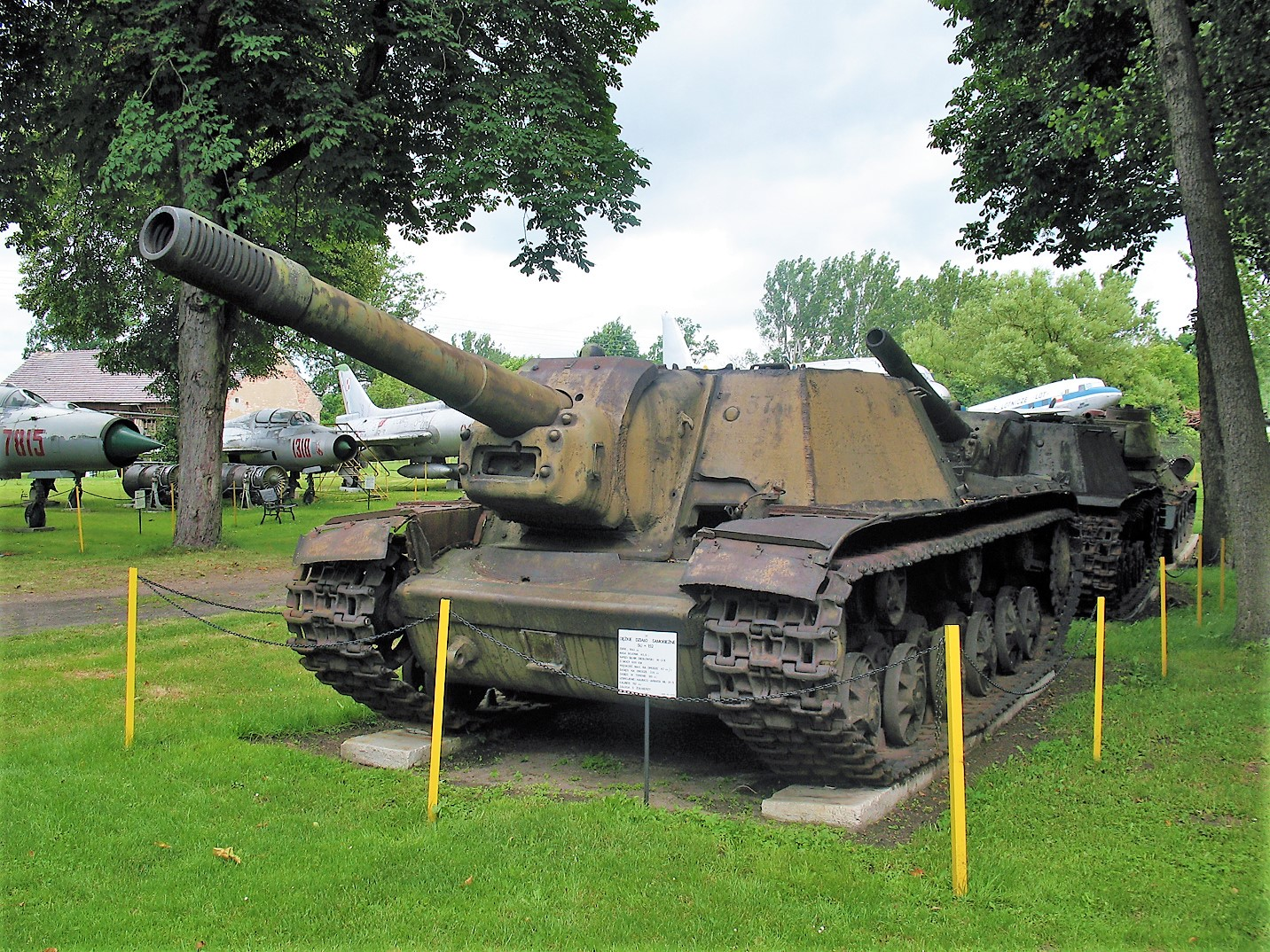
Tun de asalt sovietic SU-152
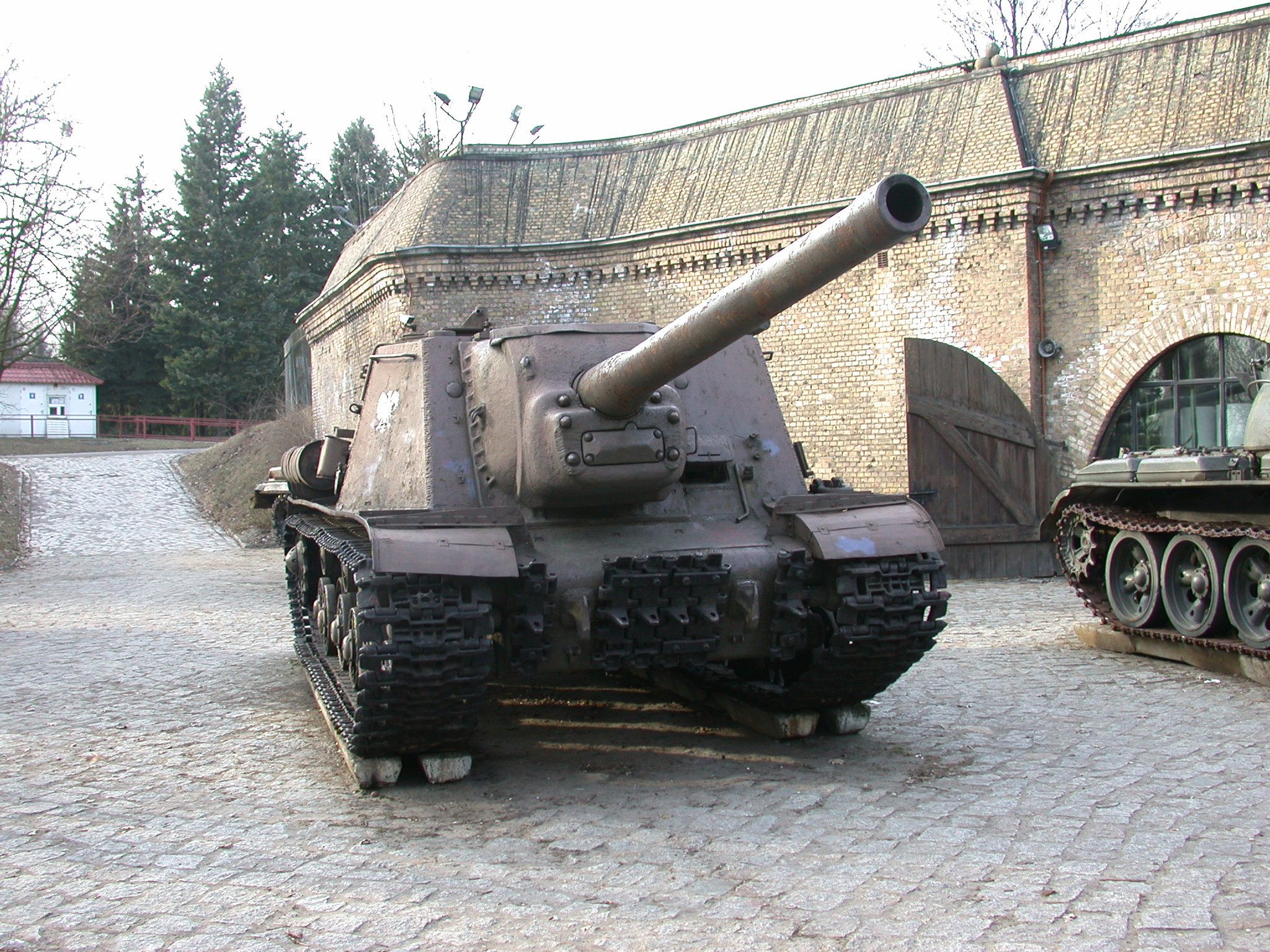
ISU-122
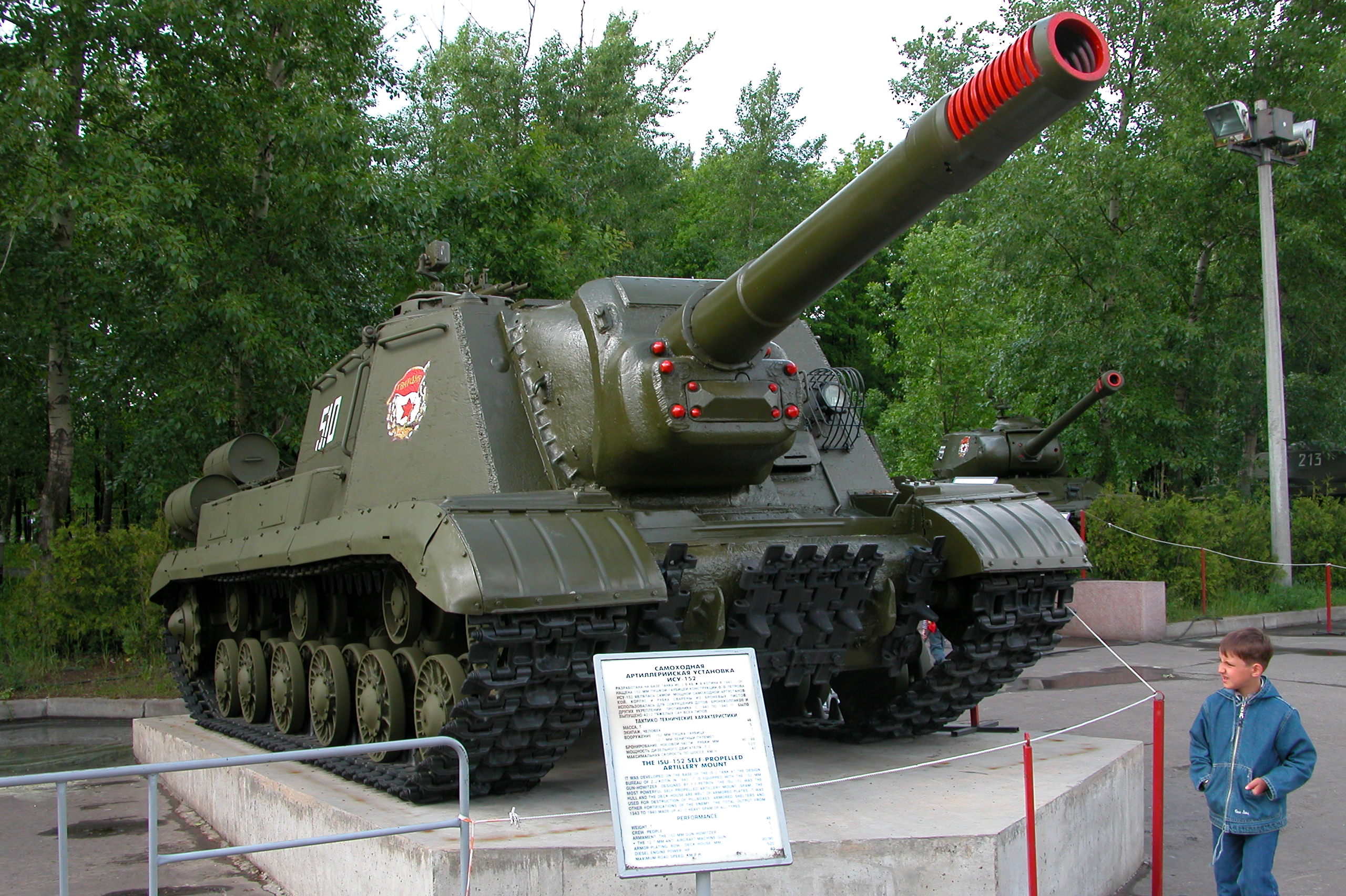
ISU-152